# Unne Guorta
Unne Guorta är en sjö i Vilhelmina kommun i Lappland och ingår i Ångermanälvens huvudavrinningsområde. Sjön har en area på 1,28 kvadratkilometer och ligger 624 meter över havet. Sjön avvattnas av vattendraget Guortabäcken.

## Delavrinningsområde
Unne Guorta ingår i det delavrinningsområde (725204-147016) som SMHI kallar för Utloppet av Unne Guorta. Medelhöjden är 670 meter över havet och ytan är 8,92 kvadratkilometer. Räknas de 5 avrinningsområdena uppströms in blir den ackumulerade arean 34,09 kvadratkilometer. Guortabäcken som avvattnar avrinningsområdet har biflödesordning 3, vilket innebär att vattnet flödar genom totalt 3 vattendrag innan det når havet efter 449 kilometer. Avrinningsområdet består mestadels av skog (69 procent) och sankmarker (12 procent). Avrinningsområdet har 1,28 kvadratkilometer vattenytor vilket ger det en sjöprocent på 14,4 procent.